# パシフィックライナー

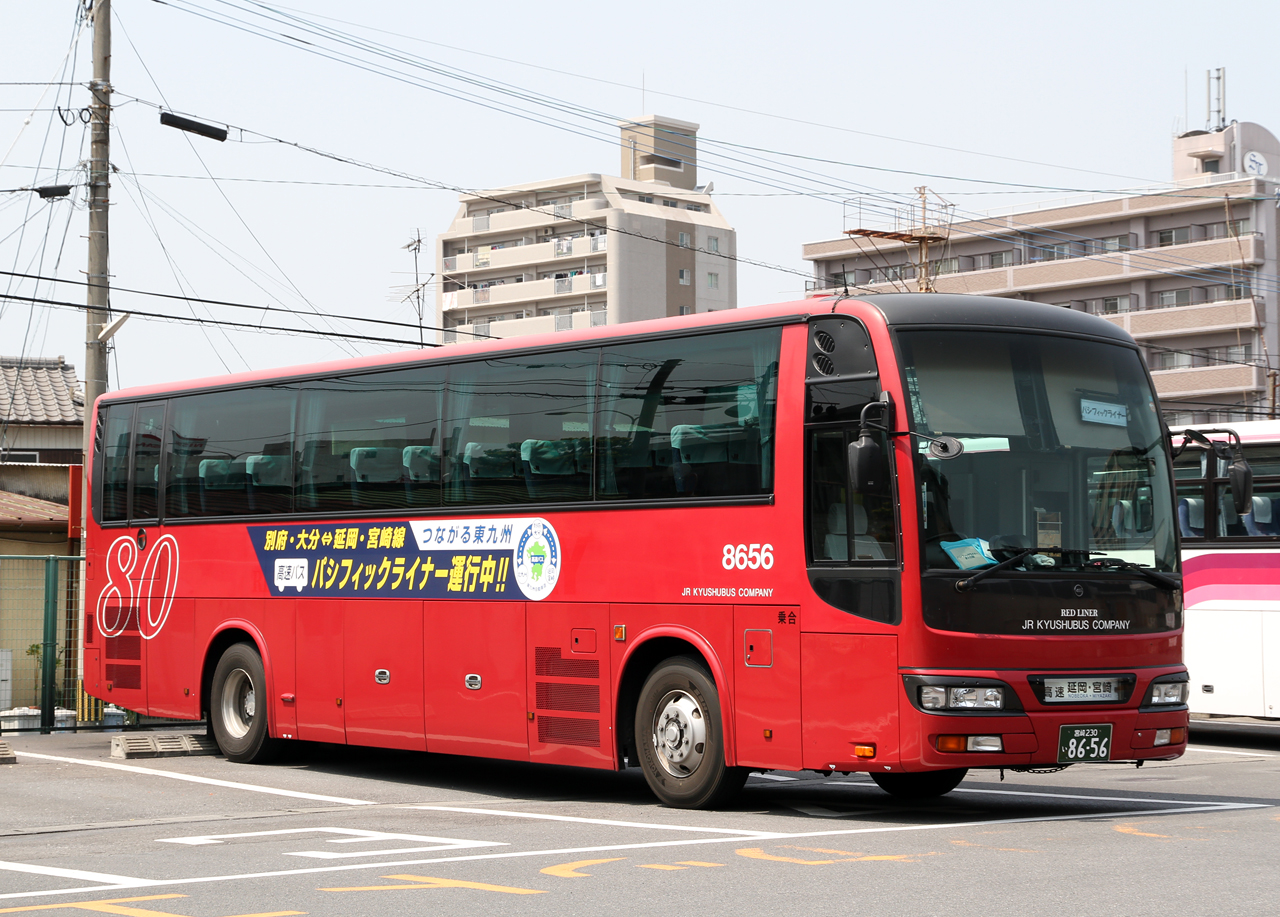
パシフィックライナー（JR九州バス）

パシフィックライナーは、大分県大分市・別府市と宮崎県宮崎市とを結んで運行されていた高速バス路線である。
2015年（平成27年）4月1日に運行開始し、2021年（令和3年）4月1日に廃止された。

## 概要
かつては大分 - 宮崎間では、宮崎交通と大分バスとの共同運行で、別府・大分から国道10号を経由、延岡・日向を経て南宮崎（宮交本社前（当時））までを結ぶ特急バスを運行していた時期もあったが、高速道路網未整備で時間も掛かり過ぎていた点などから1977年に廃止されていた。また、延岡 - 大分間では「わかあゆ号」が運行されていたが、2010年3月末で運行休止となっていた。
しかし、2015年3月21日に東九州自動車道の佐伯IC-蒲江IC間が開通して、別府市・大分市と宮崎市との間が高速道路で結ばれ、アクセスが改善されたことを受け、本路線の運行が開始された。
運賃は、金・土・日・祝日及び繁盛期における通常運賃、平日（月～木曜日）割、並びに、ハイウェイバスドットコムでのWeb割の3運賃制度を導入している。運行区間が大分県と宮崎県にまたがるため、SUNQパスは全九州版（3日間券・4日間券）のみ使用可能。
東九州自動車道の大分 - 宮崎間開通により当区間の高速バスは、パシフィックライナー以外に、ひむか号（宮崎-延岡線）、宮崎-福岡線夜行、ひなたライナー（宮崎・延岡-神戸・大阪・京都線）、トロピカル号（大分-鹿児島線 ※熊本地震に伴う迂回運行）等、新規路線が多く運行を開始した。
しかしながら、利用率の低迷により赤字が増大し、当路線としても様々な打開策を講じて利便性向上に努めたものの、それらが抜本的な収支改善には至らず、それに追い打ちをかけるかのように2020年に発生した新型コロナウイルスの世界的感染拡大が発生し、2020年9月1日より全便運休すると、これ以上の路線維持は困難との見解から運行再開せず、2021年3月31日を以って廃止された。
なお、東九州道経由の高速バスについては、新型コロナウイルスの感染拡大以前から夜行の「トロピカル号」「ひなたライナー」が相次いで休止され、感染流行直後の2020年5月には宮崎-福岡線夜行も休止された。また、当路線と同時に「ひむか号」も休止となり、のちに宮崎交通の宮崎空港-西都間高速バスや西鉄バス北九州の「ゆのくに号」も廃止されており、東九州自動車道の開業後に同道経由で新設されたり同道経由に載せ替えられたりした高速バス路線で現存するのは宮崎交通が期間限定で運行する宮崎 - 高千穂間高速バスのみとなっている。

## 運行会社
- 大分交通（担当：大分営業所）
- 大分バス（担当：大分中央営業所）
- 亀の井バス（担当：別府営業所）
- 宮崎交通（担当：宮崎中央営業所）
- JR九州バス（担当：宮崎支店）

## 運行経路・停車停留所
2018年7月1日ダイヤ改正（2019年4月1日現在）。太字は停車停留所。延岡ICを除き、全区間クローズドドア。大分県内のみの利用、および門川BS - 宮交シティ間のみの利用は不可。
別府駅前 - 別府北浜 - 高崎山- 王子港町 - 大分新川 - 中央通り - 要町（大分駅前高速バスのりば） -  米良バイパス入口 - 大分米良IC - （東九州自動車道） - 延岡IC - 門川BS - 日向IC - 西都IC - 国富BS - 宮崎BS - 宮崎西IC - 西の原 - 県病院前 - 山形屋前/カリーノ宮崎前 - 宮崎駅西 - 宮交シティ
なお、パークプレイス大分経由便は以下の経路になる（詳細は後述）。
別府駅前 - 別府北浜 - 高崎山 - 大分新川 - 中央通り - 要町（大分駅前高速バスのりば） -  米良バイパス入口 - パークプレイス大分  - 大分宮河内IC - （東九州自動車道） - 延岡IC - 門川BS - 日向IC - 西都IC - 国富BS - 宮崎BS - 宮崎西IC - 西の原 - 県病院前 - 山形屋前/カリーノ宮崎前 - 宮崎駅西 - 宮交シティ
- 1日6往復のうち5往復が別府駅前始発・終着、1往復が王子港町始発・終着（大分バス担当便）となっている。このうち、宮崎を午前中に出発する3便と、別府を午後に出発する3便がパークプレイス大分経由となる。（JR九州バス・宮崎交通担当便）
- 別府北浜バス停は宮崎行きが③のりば、別府行きが⑤のりばに停車する。
- 中央通り（①のりば・トキハ前）は宮崎行きの乗車のみ、中央通り（高速バス降車場）は大分・別府行きの降車のみ停車する[注 2]。
- フェリーさんふらわあの西大分港発着に合わせ、王子港町に停車する便が大分方面行き1便、宮崎行き2便が設定されている。宮崎行き便は、始発便の別府北浜発（亀の井バス担当便）・および王子港町始発（大分バス担当便）が朝のフェリー到着に、上りの王子港町行き（大分バス担当便）が夕方のフェリー出航に合わせてダイヤが組まれている。
- 道の駅北川はゆまにおいて15分間の途中休憩を行う。
- 延岡駅には入らない。延岡駅から延岡ICのバス停に行く場合は、延岡駅前バスセンターから宮崎交通バス「高千穂バスセンター」行き、又は「行縢山（むかばきやま）登山口」行きに乗り、小峰（こみね）下車。徒歩6分。所要時間11分で、運賃は290円。1時間に1～2本運行されている。
- 山形屋前は大分・別府行きの乗車のみ、カリーノ宮崎前は宮崎行きの降車のみ停車する。
- 宮交シティは7番のりばから、宮崎駅西は駅西口前の高速バスターミナル（「KITEN」1F）Cのりばから発車する。
- 2016年5月13日より宮崎県内 と 延岡IC間を利用する場合に限り、空席がある場合に限って乗車が可能。高速バス『ひむか号（宮崎 - 延岡線）』の回数券は利用できる[8]。

## 沿革
- 2015年
  - 2月4日 - 運行開始日を発表。愛称募集開始[9]。
  - 3月5日 - 予約受付開始。愛称は「パシフィックライナー」に決定[10][11]。
  - 4月1日 - 運行開始。
  - 9月10日 - フェリーさんふらわあの大阪 - 別府航路又は神戸 - 大分航路とパシフィックライナーを組み合わせた割引プラン「バスふね関西・宮崎パック」を発売[12]。
- 2016年
  - 5月16日 - 宮崎県内 と 延岡IC間を利用する場合に限り、予約なしで乗車可能になる。
  - 7月1日 - ダイヤ改正を実施[13][14]。停留所に王子港町と要町を追加。大分便の1往復を別府便に延長。
- 2017年
  - 2月1日 - ダイヤ改正を実施[15]。大分県内は「米良バイパス入口」、宮崎県内は「西の原」・「県病院前」が停留所として追加。また、王子港町始発便が設定される。
- 2018年
  - 7月1日 - ダイヤ改正[5][6]。「別府駅前」を新規停留所として追加し、始発地に指定[5]。大分新川発着便（2往復）を別府駅前始発に延長し、別府発着便5往復、王子港町発着便1往復に変更[5]。道の駅北川はゆまでの休憩時間を10分から15分に延長[6]。
- 2019年
  - 4月1日 - 大分トキハ前・フォーラス前を「中央通り」に改称。
  - 10月1日 - 消費税引き上げに伴う運賃改定。
  - 10月7日 - 国富SIC開通に伴い、国富BSを本線上から料金所内に移設[16][17]。
- 2020年
  - 4月25日-5月6日 - 新型コロナウイルス感染症の緊急事態宣言・利用客減少に伴い、全便運休[18]。
  - 9月1日 - 新型コロナウイルス感染症の流行による利用客減少に伴い全便運休[19]。
- 2021年
  - 3月31日 - この日限りで路線廃止。運行開始から6年という短い歴史に幕が下りる。

## 使用車両・車内設備
- ハイデッカー
- シート

- - 3列シート（独立3列） - 亀の井バス・大分バス
  - 3列シート（横2+1列 定員29名） - 大分交通
  - 4列シート（横2+2列） - 宮崎交通・亀の井バス（一部便）・JR九州バス
- トイレ

宮崎交通便においてはパウダールーム付きトイレおよび各座席には携帯電話等充電用コンセントを設置。
宮崎交通でも車両都合時における代走時にはまれに3列独立シート車が入る事もあった。
路線廃止後、本路線で使用されていた車両は全て他路線へ転用または廃車となっている。宮崎交通では翌日以降これまで3列シート車で運行されていた宮崎熊本線「なんぷう号」を4列化した上で本路線専用車を中心に転用している。